# EUTM Malí
La EUTM Mali (Misión de Formación de la Unión Europea en Mali es una misión multinacional de formación militar de la Unión Europea con base en Bamako (Mali).  
En esta misión participan 9 Estados miembros de la UE (Austria, Bélgica, Eslovenia, España, Finlandia, Hungría, Lituania, Portugal, y Rumanía).

## Antecedentes
En enero de 2012, los rebeldes se unieron al Movimiento Nacional para la Liberación de Azawad (MNLA) y se alzaron en armas contra el poder central en Bamako, exigiendo la secesión de la región de Azawad, tradicionalmente reconocida sólo como entidad cultural por el gobierno maliense. En pocos meses, todo el norte del país (Kidal, Tombuctú y Gao) había sucumbido a la ofensiva de rebeldes y crominals.
En marzo de 2012, el capitán Sanogo dio un golpe de Estado incruento y arrebató la presidencia del país a Amadou Toumani Touré. Poco después, el 6 de abril de 2012, el MNLA -bajo la autoridad de Bilal Ag Acherif- declaró unilateralmente la independencia del Azawad.
En junio de 2012, los criminales impusieron cruelmente la sharia en todo el norte de Malí; se produjeron entonces desplazamientos masivos de población del norte al sur de Malí y a otros países fronterizos. los rebeldes volvieron a tomar la iniciativa y, desde sus bastiones del norte, lanzaron una ofensiva coordinada con Bamako como objetivo.
En respuesta a la petición de apoyo del nuevo gobierno de transición de Dioncounda Traoré, Francia se desplegó en la Operación Serval. Con el apoyo de las fuerzas malienses y chadianas, detuvo el avance de los grupos radicales.

En pocas semanas, la reacción internacional desbordó a los criminales que, ofreciendo poca o ninguna resistencia, abandonaron sus reductos del norte, se camuflaron entre la población y se refugiaron en sus antiguos santuarios del Sáhara o huyeron fuera de las fronteras malienses.

Situación en el terreno antes del comienzo de la misión

## SOLICITUD DE AYUDA DEL GOBIERNO MALIENSE
La Resolución 2071 del Consejo de Seguridad de la ONU pidió directamente a las organizaciones regionales e internacionales, incluida la UE, que proporcionaran asistencia coordinada, conocimientos especializados, formación y apoyo para el desarrollo de las fuerzas armadas y de seguridad malienses con el fin de restablecer la autoridad del Estado. Este propósito se reiteró en la Resolución del Parlamento Europeo de 22 de noviembre de 2012.
El 24 de diciembre de 2012, el presidente de la República de Mali envió una carta a la Alta Representante de la Unión para Asuntos Exteriores y Política de Seguridad solicitando el despliegue de una misión de formación militar de la Unión Europea en Mali.
Todos estos acontecimientos condujeron a la adopción, el 13 de enero de 2013, de la Decisión 2013/34/PESC del Consejo, que diseñó la estructura y los objetivos de la Misión de Formación de la Unión Europea (EUTM) Mali.
Así, los primeros soldados europeos llegaron a Bamako el 8 de febrero de 2013. El 18 de febrero se adoptó la Decisión 2013/87/PESC del Consejo, por la que se puso en marcha oficialmente la EUTM Mali, que se activó inmediatamente en Bruselas. Por último, el 20 de febrero de 2013 comenzó la misión en Bamako.

## Misión EUTM Malí
EUTM Malí constituye el pilar militar de la estrategia de la UE en el país, que incluye otros ámbitos como el desarrollo político y humanitario. La misión nació en 2013 para responder a la necesidad de reforzar las capacidades de las Fuerzas Armadas malienses, con el resultado final de unas fuerzas armadas autosuficientes capaces de contribuir a la defensa de su población y territorio. Desde la aprobación del Quinto Mandato en marzo de 2020, los objetivos estratégicos de la misión han sido:
- Contribuir a la mejora de las capacidades de las Fuerzas Armadas de Malí bajo el control de las autoridades políticas.
- Consolidar las mejoras logradas desde 2013.
- Apoyar el restablecimiento del control del Estado y del Estado de Derecho en todo Mali.
- Apoyar al G5 Sahel, consolidando y mejorando las capacidades operativas de su Fuerza Conjunta, reforzando la cooperación regional para hacer frente a las amenazas comunes a la seguridad, especialmente el terrorismo y el tráfico ilegal, sobre todo de seres humanos.

Para alcanzar estos objetivos, EUTM Mali basa sus actividades en:
- Asesoramiento a todos los niveles a las Fuerzas Armadas de Malí
- Contribución a la mejora del Sistema de Educación Militar, desde las escuelas hasta el nivel ministerial
- Asesoramiento y formación a los cuarteles generales de la Fuerza Conjunta G5 Sahel

## Mandatos

### PRIMER MANDATO (2013-2014)
El Primer Mandato de EUTM Malí fue aprobado por la Decisión 2013/34/PESC del Consejo, de 17 de enero de 2013. El artículo 1 definía la misión, que se resume en los siguientes puntos:
La Unión llevará a cabo una misión de formación militar (EUTM Malí), para proporcionar, en el sur de Malí, asesoramiento militar y de formación a las Fuerzas Armadas de Malí (FAM) que operan bajo el control de las autoridades civiles legítimas, con el fin de contribuir al restablecimiento de su capacidad militar con vistas a permitirles llevar a cabo operaciones militares destinadas a restablecer la integridad territorial de Malí y reducir la amenaza que representan los grupos terroristas. 
La EUTM Malí no participará en operaciones de combate.
El objetivo de la EUTM Malí será responder a las necesidades operativas de las FAM mediante la prestación de:
Apoyo a la formación en beneficio de las FAM.
Formación y asesoramiento sobre mando y control, cadena logística y recursos humanos, así como formación sobre Derecho Internacional Humanitario, protección de civiles y Derechos Humanos.
Las actividades de la EUTM Malí se llevarán a cabo en estrecha coordinación con otros actores implicados en el apoyo a la MaAF, en particular las Naciones Unidas (ONU) y la Comunidad Económica de los Estados de África Occidental (CEDEAO).
El documento establecía expresamente el fin del mandato 15 meses después del inicio de la misión.

### SEGUNDO MANDATO (2014-2016)
La aprobación de la Decisión 2014/220/PESC del Consejo, de 15 de abril de 2014, puso en marcha el Segundo Mandato de EUTM Malí, sin variaciones significativas salvo su prórroga hasta el 18 de mayo de 2016.

### TERCER MANDATO (2016-2018)
El Tercer Mandato se inició con la adopción de la Decisión 2016/446/PESC del Consejo, de 23 de marzo de 2016. Este nuevo mandato aumentó el ámbito de responsabilidad de la misión en 3 áreas clave:
- Amplió el área de responsabilidad hasta la orilla sur del río Níger, incluyendo las ciudades de Tombuctú y Gao.

- Comenzó a apoyar, mediante actividades de formación descentralizadas, a las Unidades y Cuarteles Generales de las Regiones Militares.

- Comenzó a apoyar al G5 Sahel, en el marco de actividades con las Fuerzas Armadas de Malí, mejorando su interoperabilidad con el resto de ejércitos que componen la Fuerza Conjunta G5 Sahel.

- Finalmente, esta decisión prorrogó la misión hasta el 18 de mayo de 2018.

### CUARTO MANDATO (2018-2020)
El 14 de mayo de 2018, con el General Millán al mando de la misión desde el 31 de enero, se puso en marcha el Cuarto Mandato, aprobado por la Decisión 2018/716/PESC del Consejo, de 14 de mayo. En virtud de este nuevo mandato, se ha reforzado el apoyo al G5 Sahel mediante actividades de formación y asesoramiento, al tiempo que se ha prorrogado la misión hasta el 18 de mayo de 2020.

### QUINTO MANDATO (2020-2024)
Tras un proceso de revisión estratégica, el Consejo de la UE decidió prorrogar el mandato de la Misión de Formación de la Unión Europea en Malí hasta el 18 de mayo de 2024. Es la primera vez que el mandato se prorroga por un período de cuatro años.
La zona de operaciones de la Misión se ha ampliado y ahora abarca todo Mali. Además, el Consejo también ha autorizado la ampliación de la zona de operaciones de la EUTM Mali para prestar asistencia militar a los países del G5 Sahel. El Consejo también dotó a la misión de un presupuesto indicativo incrementado de 133,7 millones de euros para un periodo de cuatro años.
A mediados de 2022 se revisó el Mandato 5, centrando las actividades de la EUMT Mali en apoyo de la MaAF dentro de la zona de la misión y hasta el final del Mandato 5 únicamente en asesoramiento estratégico y educación. Todas las actividades operativas y no operativas se suspendieron de forma temporal y reversible, manteniendo la capacidad de reanudarse cuando se cumplan las condiciones y así lo decida el CPS. La EUTM Mali también prestará asistencia militar, dentro de sus medios y capacidades, al G5S JF y a las fuerzas armadas del G5S para apoyar su operacionalización.

Desde 2013, el Consejo ha adoptado varias decisiones. Según estos documentos, EUTM Mali ha evolucionado hacia su naturaleza actual. Los más relevantes han sido:
Decisión 2013/34/PESC del Consejo: creación de EUTM Mali. 
Decisión 2013/87/PESC del Consejo: puesta en marcha de la misión EUTM Mali 
Decisión 2014/220/PESC del Consejo: 2.º mandato. EUTM Mali se prorroga hasta el 18 de mayo de 2016.
Decisión 2016/446/PESC del Consejo: 3.º mandato. Prórroga de EUTM Mali hasta el 18 de mayo de 2018.
Decisión del Consejo (PESC) 2018/716: EUTM Mali 4.º mandato. Prórroga de EUTM Mali hasta el 18 de mayo de 2020.
Decisión del Consejo (PESC) 2020/434: 5.º mandato. Prórroga de EUTM Mali hasta el 18 de mayo de 2024.

## Organización
La Capacidad de Planeamiento y Conducción Militar (MPCC) es la estructura permanente y no desplegable de mando y control del Estado Mayor de la Unión Europea que asume el liderazgo de las misiones militares no ejecutivas, actualmente representadas por las misiones de adiestramiento (EUTM) en Somalia, República Centroafricana y Mali.
Bajo esta estructura de nivel estratégico-militar se encuentra el Comandante de la Fuerza de la Misión (MFCdr), actualmente el General de Brigada español Fernández ORTIZ-REPISO, que ejerce el mando sobre la siguiente estructura de fuerzas:

### CUARTEL GENERAL DE LA FUERZA DE MISIÓN (MFHQ)
El Cuartel General, desplegado en Bamako, es el principal componente asesor y consultivo del MFCdr y en el que se apoya para ejercer el Mando y Control de las fuerzas de la EUTM Mali.

### FUERZA ESPECIAL DE ASESORAMIENTO Y FORMACIÓN - EATF
La EATF, con sede en Bamako, es la unidad encargada de asesorar y formar al personal del Ministerio de Defensa, los Estados Mayores del Ejército y los Cuarteles Generales de las Regiones Militares. También proporciona asesoramiento y formación a los cuarteles generales de la Fuerza Conjunta del G5 Sahel, ayudando a consolidar y mejorar sus capacidades operativas.

### UNIDADES DE PROTECCIÓN DE FUERZAS - FP
Las unidades FP proporcionan la seguridad necesaria a los miembros de la EUTM Mali en el ejercicio de sus funciones, así como a las instalaciones temporales o permanentes ocupadas por ellos. Actualmente, las Unidades FP están estacionadas permanentemente en la Base de Bamako.

### UNIDADES MÉDICAS (MED)
La EUTM Malí está dotada de instalaciones médicas y de personal médico conforme a las normas europeas, que están desplegados permanentemente en Bamako. El Hospital ROLE 2 en BKO proporciona la capacidad permanente de proporcionar cirugía de control de daños (DCS) para estabilizar al personal herido o lesionado hasta su evacuación a su propio país.

## Despliegue
Malí y las Fuerzas Armadas de Malí siguen siendo el núcleo de la Misión EUTM. La zona de operaciones de la Misión se ha ampliado y ahora comprende la totalidad de Malí. Además, el Consejo también autorizó la ampliación de la zona de operaciones de la EUTM Malí para prestar asistencia militar a los países del G5 Sahel. En la práctica, para apoyar a los países del G5 Sahel, la EUTM Malí seguirá un enfoque gradual y prestará apoyo fuera de Malí a medida que las condiciones y los recursos lo permitan. El apoyo a la puesta en marcha de la Fuerza Conjunta del G5 Sahel no es un aspecto nuevo del mandato de EUTM Mali. Sin embargo, la ampliación de su alcance es nueva y permitirá a EUTM Mali proporcionar un apoyo más eficaz y adaptado a las necesidades de la Fuerza Conjunta G5 Sahel.
BAMAKO
La capital de Malí alberga el Cuartel General de la Misión (MFHQ) y el Grupo Operativo de Educación y Asesoramiento (EATF), un despliegue total de unas 135 personas.

## Fechas Clave

### 2012
- 24 de diciembre de 2012: Solicitud oficial de apoyo del Presidente de la República de Malí a la Unión Europea

### 2013
- 17 de enero de 2013: Fundación de la EUTM Mali y designación del General de Brigada Lecointre como MFCdr.
- 8 de febrero de 2013: Llegada de los primeros soldados de la EUTM Mali.
- 18 de febrero de 2013: Inicio oficial de la EUTM Mali en Bruselas.
- 20 de febrero de 2013: Comienzo oficial de la EUTM Mali en Bamako.

### 2014
- 18 de mayo de 2014: Comienzo del segundo mandato.
- 6 de agosto de 2014: Primer curso de Estado Mayor.
- 1 de septiembre de 2014: Primer curso de comandantes de compañía (CCC).

### 2015
- 7 de abril de 2015: Formación de los primeros cadetes en la Academia Militar.

### 2016
- 19 de mayo de 2016: Comienzo del Tercer Mandato.
- Del 11 de junio al 15 de julio de 2016: CMATT 1 - Segou.
- 18 de julio de 2016: Primer curso de oficiales de enlace del G5 SAHEL.

### 2017
- 18 de junio de 2017: OR 7 Gil Fernando Paiva Benido murió durante un atentado terrorista en "Le Campement", Bamako.
- 25 de septiembre de 2017: Curso de personal del G5 Sahel.

### 2018
- 20 de enero de 2018: Inauguración oficial del nuevo Centro Operativo Conjunto de las Fuerzas Armadas de Malí.
- 18 de mayo de 2018: El OR 4 Antonio Carrero Jiménez fallece cerca de Sévaré, cuando regresaba con su unidad en misión de Protección de la Fuerza
- 19 de mayo de 2018: Comienzo del cuarto mandato
- 15 de julio de 2018: Puesta en marcha de la nueva estrategia de Derecho Internacional Humanitario
- 30 de agosto de 2018: Inauguración del Centro de Coordinación de Operaciones Aéreas (CCOA)

### 2019
- 14 de enero - 15 de febrero de 2019: CMATT 16 - Kati
- 11 de marzo - 5 de abril de 2019: CMATT 17 - Gao
- 15 de abril - 10 de mayo de 2019: CMATT 18 - Ségou
- 31 de julio - 28 de agosto de 2019: CMATT 19 - Tombuctú
- 21 de octubre - 7 de noviembre de 2019: CMATT 20 - Kayes

### 2020
- 15 de enero - 14 de febrero de 2020: CMATT 21 - Sévaré
- 18 de mayo de 2020: Comienzo del quinto mandato
- Octubre de 2020: Formación previa al despliegue del PCIAT del G5 Sahel
- Noviembre y diciembre de 2020: Actividades descentralizadas en Sévaré, Gao, Banankoro, Bamako y Ménaka
- Publicación del Plan de Misión EUTM MALI
- Establecimiento de medidas de mitigación COVID

### 2021
- Se levantan las medidas de mitigación COVID

### 2022
- Septiembre: publicación de la revisión 1 del Plan de Misión

### 2023
- Mayo: Se establece el trazado central de Bamako
- Octubre: Finaliza el apoyo a la empresa Starlite
- Mayo: Inicio de las actividades con la "École de Guerre" y la "École de Maintien de la Paix, Alioune Blondin BEYE".

### 2024
- Mantener las actividades con "École de Guerre" y "École de Maintien de la Paix, Alioune Blondin BEYE"

## Nuestros caídos
Fueron:
- 8 de junio de 2017: OR 7 Gil Fernando Paiva Benido murió durante un atentado terrorista en "Le Campement", Bamako.
- 18 de mayo de 2018: OR 4 Antonio Carrero Jiménez murió cerca de Sévaré, cuando regresaba con su unidad en misión de Protección de la Fuerza.

La tabla siguiente muestra las países que  contribuyen efectivos militares a EUTM Malí. El número de efectivos que se menciona es el número máximo de militares que han sido desplegados por el país.
| País            | Número | Ref.      | Comandantes de la misión (generales de brigada) |  |
| --------------- | ------ | --------- | --- |  |
| Francia         | 210    | : 101     | François Lecointre (2/13-7/13), Bruno Guibert (8/13-4/14) y Marc Rudkiewicz (4/14-10/14)                                                                   |  |
| Alemania        | 180    | : 103     | Franz Xaver Pfrengle (7/15-12/15), Werner Albl (12/15-6/16) Peter Mirow (11/18)                                                                            |  |
| España          | 163    | [ 10 ]    | Alfonso García-Vaquero Pradal (10/14-7/15), Enrique Millán Martínez (1/18-11/18), Vicente Torres (8/19-?) Santiago J. Fernández Ortiz-Repiso (12/23-Today) |  |
| Bélgica         | 90     | [ 11 ]    | Peter Devogelaere (12/16 - ?), Bart Laurent (? - 1/18) |  |
| República Checa | 50     | : 104     | František Ridzák (6/20 - ) |  |
| Reino Unido     | 40     | : 104     | |  |
| Italia          | 20     | : 105     | |  |
| Polonia         | 20     | : 105     | |  |
| Suecia          | 15     | : 105     | |  |
| Finlandia       | 12     | : 105     | |  |
| Hungría         | 10     | : 105     | |  |
| Rumania         | 10     | : 105     | |  |
| Irlanda         | 8      | : 104     | |  |
| Austria         | 7      | : 105     | |  |
| Grecia          | 4      | : 105–106 | |  |
| Eslovenia       | 3      | : 105     | |  |
| Estonia         | 2      | : 106     | |  |
| Lituania        | 2      | : 106     | |  |
| Luxemburgo      | 1      | : 106     | |  |
| Albania         |        |           | |  |
| Bulgaria        |        |           | |  |
| Letonia         |        |           | |  |
| Montenegro      |        |           | |  |
| Países Bajos    |        |           | |  |
| Portugal        |        |           | João Boga Ribeiro (10/19 - 6/20) |  |
| Serbia          |        |           | |  |